# Berthe Morisot met een boeket viooltjes
Berthe Morisot met een boeket viooltjes (Frans: Berthe Morisot au bouquet de violettes) is een schilderij van Édouard Manet. Hij schilderde dit portret van de kunstenares in 1872. Vanaf 1998 maakt het deel uit van de collectie van het Musée d'Orsay.

## Voorstelling
Manet leerde Berthe Morisot en haar zus Edma, die ook schilderde, in 1868 in het Louvre kennen. In de jaren tot aan haar huwelijk in december 1874 met Eugène, de broer van de schilder, zou hij zeker twaalf keer haar portret schilderen. In eerste instantie in grote, tamelijk formele doeken, zoals Het balkon, na de Frans-Duitse Oorlog (1870-71) in intiemere schilderijen, waarvan dit portret met het boeket viooltjes het beste voorbeeld is.
Manets bewondering voor de Spaanse schilderkunst en Velázquez in het bijzonder komt in zijn hele carrière naar voren. De donkere ogen van Berthe Morisot (die in werkelijkheid groen waren) en de zwarte kleding geven ook dit portret een Spaanse sfeer. De dominantie van de kleur zwart is opvallend in een tijd waarin het palet van veel impressionistische schilders, waaronder Berthe Morisot zelf, steeds lichter werd. Doordat Manet de belichting van opzij laat komen, een uitzondering in zijn oeuvre, wint het portret nog aan diepte en zeggingskracht.
De Franse dichter Paul Valéry, die met een nicht van Berthe Morisot getrouwd was, beschouwde dit schilderij zelfs als Manets beste werk:

Je ne mets rien dans l'œuvre de Manet, au-dessus d'un certain portrait de Berthe Morisot, daté de 1872.

(In Manets oeuvre sla ik niets hoger aan dan een portret van Berthe Morisot uit 1872.)
— Paul Valéry (1932)

## Herkomst
- tot 1894: in bezit van Théodore Duret.
- 19 maart 1894: gekocht door Berthe Morisot voor 5.100 Franse frank.
- 1895: na haar dood komt het schilderij in bezit van haar dochter Julie, die het tot haar dood houdt.
- 1966: Clément Rouart, Julie's zoon, krijgt het werk in bezit.
- 1998: gekocht voor het Musée d'Orsay voor 80.000.000 frank[2] met ondersteuning van het Fonds du Patrimoine, de Fondation Meyer, de China Times Group en een mecenaat gecoördineerd door de krant Nikkei.

## Afbeeldingen

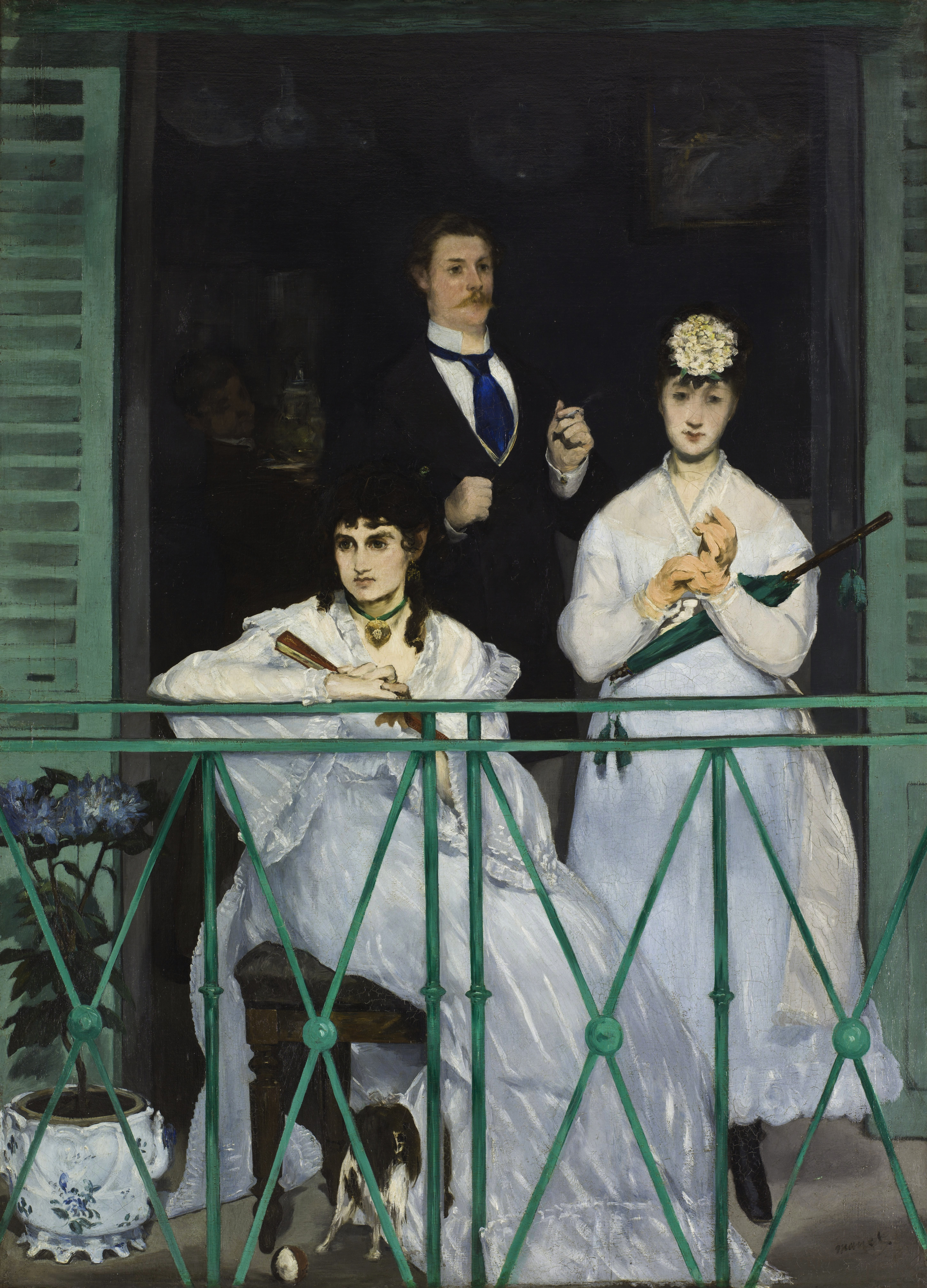
Het balkon (1868-69)